# Dapanoptera candidata
Dapanoptera candidata là một loài ruồi trong họ Limoniidae. Chúng phân bố ở miền Australasia.